# 김철중 (1963년)
김철중(金哲中, 1963년 ~ )은 조선일보 의학전문기자, 논설위원을 역임한 대한민국의 의사, 언론인이다.

## 경력
- 1991년 : 고려대학교 병원 전공의
- 1997년 : 고려대학교 병원 임상강사
- 1999년 : 조선일보 편집국 사회부 의학전문기자
- 2009년 : 조선일보 편집국 사회정책부 의학전문기자
- 2012년 : 조선일보 편집국 사회정책부 의학전문기자
- 2013년 : 제6대 세계과학기자연맹 회장
- 2014년 : 조선일보 편집국 사회정책부 의학전문기자  겸 비상근 논설위원

## 학력
- 1982년 : 고려대학교 의대 졸업
- 1992년 : 고려대학교 의대 대학원 의학박사

## 상훈
- 2005년 : 제13회 중외언론인상[3]
- 2008년 : 제1회 건양의학기자상[4]
- 2010년 : 제32회 녹십자언론문화상(일간지의료부문)[5]
- 2010년 : 암 언론상[6]
- 2010년 : 제6회 응급의료 유공자 표창[7]
- 2011년 : 최우수 의학기자상[8]
- 2012년 : 올해의 언론인 상[9]
- 2013년 : 제45회 사랑의 금십자상[10]
- 2015년 : 동문을 빛낸 올해의 인물(언론부문)[11]

## 저서
- 《내망현》